# Rothe Furth
Rothe Furth ist ein Ortsteil in der Gemeinde Kürten im Rheinisch-Bergischen Kreis im äußersten Nordosten der Gemeinde an der Grenze zu Wipperfürth.

## Beschreibung
Das Wort Rothe Furth bedeutet nach Deutung des örtlichen Geschichtsvereins Rodung an der Furth. Der Bauernhof steht auf einer kleinen Anhöhe auf der so genannten Bergerhöhe oberhalb des Reichenbachs, der im Tal verläuft. In den 1950er Jahren wurde oben links ein neues Wohnhaus gebaut.

## Geschichte
Die Topographia Ducatus Montani des Erich Philipp Ploennies aus dem Jahre 1715, Blatt Amt Steinbach, belegt, dass der Ort bereits 1715 als Ort mit einem Hof bestand und als Furth bezeichnet wurde. Aus der Charte des Herzogthums Berg 1789 von Carl Friedrich von Wiebeking geht hervor, dass Rothe Furth zu dieser Zeit Teil der Honschaft Berg im Kirchspiel Olpe im Landgericht Kürten war.
Unter der französischen Verwaltung zwischen 1806 und 1813 wurde das Amt Steinbach aufgelöst und Rothe Furth wurde politisch der Mairie Olpe im Kanton Wipperfürth  im Arrondissement Elberfeld zugeordnet. 1816 wandelten die Preußen die Mairie zur Bürgermeisterei Olpe im Kreis Wipperfürth. Rothe Furth gehörte zu dieser Zeit zur Gemeinde Olpe.
Der Ort ist auf der Topographischen Aufnahme der Rheinlande von 1824 als Furch und auf der Preußischen Uraufnahme von 1840 als Furth verzeichnet. Ab der Preußischen Neuaufnahme von 1892 ist er auf Messtischblättern regelmäßig als Rothe Furth verzeichnet.
1822 lebten fünf Menschen im als Haus kategorisierten und Furth bezeichneten Ort.
1830 hatte der Ort fünf Einwohner und wurde mit Furth bezeichnet. Der 1845 laut der Uebersicht des Regierungs-Bezirks Cöln als isoliertes Haus kategorisierte Ort besaß zu dieser Zeit ein Wohnhaus. Zu dieser Zeit lebten sieben Einwohner im Furth genannten Ort, davon alle katholischen Bekenntnisses. Die Gemeinde- und Gutbezirksstatistik der Rheinprovinz führt Rothe Furth, hier Furth genannt, 1871 mit zwei Wohnhäusern und zwölf Einwohnern auf. Im Gemeindelexikon für die Provinz Rheinland von 1888 werden ein Wohnhaus mit sechs Einwohnern angegeben und der Ort mit Furth bei Berg bezeichnet. 1895 hatte der Ort ein Wohnhaus und sieben Einwohner. 1905 besaß der Ort ein Wohnhaus und vier Einwohner und gehörte konfessionell zum katholischen Kirchspiel Olpe.
1927 wurden die Bürgermeisterei Olpe in das Amt Olpe überführt. In der Weimarer Republik wurden 1929 die Ämter Kürten mit den Gemeinden Kürten und Bechen und Olpe mit den Gemeinden Olpe und Wipperfeld zum Amt Kürten zusammengelegt. Der Kreis Wipperfürth ging am 1. Oktober 1932 in den Rheinisch-Bergischen Kreis mit Sitz in Bergisch Gladbach auf.
1975 entstand aufgrund des Köln-Gesetzes die heutige Gemeinde Kürten, zu der neben den Ämtern Kürten, Bechen und Olpe ein Teilgebiet der Stadt Bensberg mit Dürscheid und den umliegenden Gebieten kam.